# Klášter Sant Joan de les Abadesses

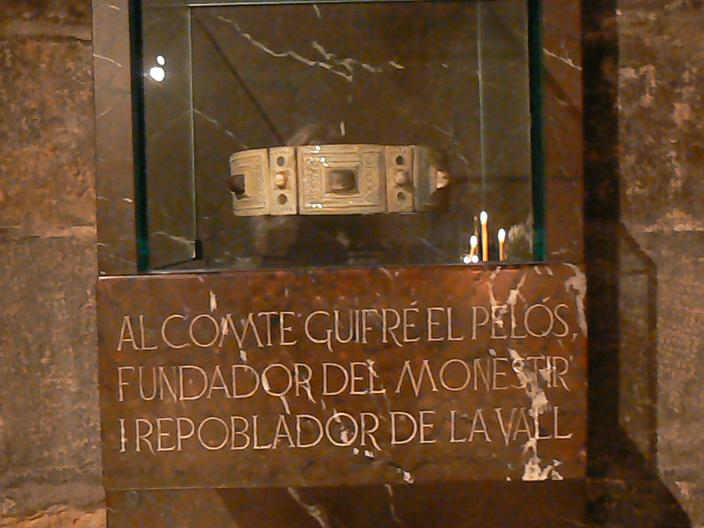
Čelenka Guifreda I.

Klášter Sant Joan de les Abadesses je benediktinský klášter ve vsi Sant Joan de les Abadesses 11 km vzdálený od města Ripoll v Katalánsku ve Španělsku.

## Historie kláštera
Tato benediktinská fundace byla založena roku 887 barcelonským hrabětem Guifredem I. Chlupatým zřejmě na žádost jeho dcery Emmy. Emma se pak stala první abatyší. V počátečních desetiletích fungování konventu se stalo tradicí, že abatyšemi se stávaly dcery vysoké katalánské šlechty (hrabat z Barcelony, hrabat z Cerdanye aj.)
Pikantní je obvinění z nemravnosti, které přimělo papeže roku 1017 klášter dočasně uzavřít. Podle sousedního hraběte Tallaferra, zájemce o klášterní privilegia, se abatyše Ingilberga a mnoho nižších řádových sester pravidelně spouštělo s hrabětem Arnauem.

## Klášterní architektura
Dnešní budova kláštera vznikala převážně v rozmezí 12.-15. století. Kostel je jednolodní stavbou vysvěcenou roku 1150. Je postaven na křížovém půdorysu s pěti apsidami. Křížová chodba je ukázkou katalánské gotiky. Zjevuje se tam údajně duch zhýralého hraběte Arnaua. Sedí na koni a je doprovázen smečkou vyjících psů.